# Ghost Opera
Albums de Kamelot
The Black Halo
(2005) Poetry for the Poisoned
(2010)
Ghost Opera est le huitième album du groupe Kamelot sorti en 2007 et produit par Sascha Paeth. L'album est beaucoup plus grave que les précédents. Il aborde des questions de désespoir, d’amours perdus, de mort et de tristesse[réf. souhaitée]. Il est reçu de manière mitigée par certains critiques.

## Liste des titres
1. Solitaire - 1:00
2. Rule The World - 3:40
3. Ghost Opera - 4:06
4. The Human Stain - 4:01
5. Blücher - 4:03
6. Love You To Death - 5:13
7. Up Through The Ashes - 4:59
8. Mourning Star - 4:37
9. Silence Of The Darkness - 3:43
10. Anthem - 4:24
11. Eden Echo - 4:13[1],[2]